# Touch (EP)
Touch är den första EP-skivan från den sydkoreansk-kinesiska musikgruppen Miss A. Den släpptes den 20 februari 2012 för digital nedladdning och innehåller 6 låtar. Albumet debuterade på andra plats på Gaon Chart den 25 februari 2012. Den första och enda singeln från skivan var "Touch".

## Låtlista
| 1. | Touch               | 3:58 |
| 2. | Lips                | 3:35 |
| 3. | Rock 'n' Rule       | 3:20 |
| 4. | No Mercy            | 3:29 |
| 5. | Over U              | 3:09 |
| 6. | Touch (Newport Mix) | 3:23 |

## Listplaceringar
| Lista                 | Topplacering |
| --------------------- | ------------ |
| Sydkorea (Gaon Chart) | 2            |